# ジャック・マッゴーラン
ジャック・マッゴーラン（Jack MacGowran, 本名：John Joseph MacGowran、1918年10月13日 - 1973年1月30日）は、アイルランドの俳優。
ダブリン出身。アベイ座でサミュエル・ベケット作品を中心に舞台に立った後、1954年にロンドンに移り、ロイヤル・シェイクスピア・カンパニーのメンバーとなる。一方、映画やテレビドラマにも活動の場を広げた。
1973年1月30日、インフルエンザの合併症で死去、54歳。映画『エクソシスト』が遺作となった。

## 主な出演作品
- 静かなる男 The Quiet Man (1952)
- ジェントル・ガンマン The Gentle Gunman (1952)
- 船の女 Manuela (1957)
- 海獣ビヒモス Behemoth the Sea Monster (1959)
- ディズニーランド Disneyland (1959) テレビ番組、1エピソード
- 四つの願い Darby O'Gill and the Little People (1959)
- 狙われた男 Blind Date (1959)
- 秘密命令 Danger Man (1960) テレビドラマ、1エピソード
- レッツ・ゴー物語 Two and Two Make Six (1962)
- 幽霊島 Captain Clegg (1962)
- トム・ジョーンズの華麗な冒険 Tom Jones (1963)
- 脱走計画 The Ceremony (1963)
- ギデオン警部 非情の街 Gideon's Way (1964) テレビドラマ、1エピソード
- 秘密諜報員ジョン・ドレイク Danger Man (1965) テレビドラマ、1エピソード
- ロード・ジム Lord Jim (1965)
- 若き日のキャシディ Young Cassidy (1965)
- ドクトル・ジバゴ Doctor Zhivago (1965)
- 袋小路 Cul-de-sac (1966)
- おしゃれ(秘)探偵 The Avengers (1967) テレビドラマ、1エピソード
- ジョン・レノンの 僕の戦争 How I Won the War (1967)
- 吸血鬼 The Fearless Vampire Killers (1967)
- ワンダーウォール Wonderwall (1968)
- 電撃スパイ作戦 The Champions (1968) テレビドラマ、1エピソード
- としごろ Age of Consent (1969)
- 004/アタック作戦 Start the Revolution Without Me (1970)
- リア王 King Lear (1970)
- バナチェック登場 Banacek (1972) テレビドラマ、1エピソード
- エクソシスト Exorcist (1973)